# 卡斯泰莱
卡斯泰莱（法語：Castellet）是法国普罗旺斯-阿尔卑斯-蓝色海岸大区沃克吕兹省的一个市镇，属于阿普特区阿普特县。该市镇2009年时的人口为131人。

## 人口
卡斯泰莱人口变化图示
| 数据来源：INSEE |